# Кронос. Тоя нещастник
„Кронос. Тоя нещастник“ е роман за юноши от Юлия Спиридонова – Юлка.
Романът засяга важни социални теми като използването на наркотици и наркозависимостта, социалната изолация, както и влюбването и семейството като важен фактор в развитието на всеки млад човек.
Излиза през пролетта на 2016 година, издаден от ИК „Кръгозор“. Редактор и коректор е Анжела Кьосева.

## Сюжет
Внимание:  Текстът по-долу разкрива сюжета на произведението (или части от него)!
Тийнейджърът Кронос е наркозависим и успоредно с това математически гений, което прави пребиваването му в училище едновременно нежелано и силно нужно за успеха на гимназията в състезания и олимпиади. Кронос губи свой приятел, умрял в ръцете му от свръхдоза. Опитва се да се отърве от наркотиците. Живее в уединение заедно с майка си, без баща. В развитието на сюжетната линия се разбира, че баща му е известен математик и дори има брат от друга майка. Брат му решава да се заеме с преборването зависимостта от наркотиците. В цялата история е замесена и любов, която в крайна сметка се оказва много важна за позитивния край на романа.